# Теодор Гайнцманн
Теодор Гайнцманн (нім. Theodor Heinzmann; 3 травня 1882, Відень — 6 січня 1946, Відень) — австро-угорський, австрійський і німецький офіцер, військовий інженер-будівельник, генерал-майор вермахту.

## Біографія
В 1900 році розпочав навчання у Віденському технічному коледжі, потім в училищі інженерів-будівельників. З 1 жовтня 1902 по 1 жовтня 1903 року служив однорічним добровольцем в залізнично-телеграфному полку в Корнойбурзі, після чого продовжив навчання. 1 жовтня 1906 року вступив у ВМС як інженер-будівельник. Учасник Першої світової війни. З 1 лютого 1919 року — заступник директора будівельного відділу ліквідаційного військового командування Відня. З 16 серпня 1919 року — співробітник 5-го відділу морської секції ліквідаційного військового міністерства. З 16 вересня 1920 року — співробітник військового будівельного відділу Відня. З 1 лютого 1922 року — співробітник будівельного відділу військової адміністрації Бургенланду, з 1 листопада 1922 року — Відня, з 27 липня 1923 року — командування 2-ї бригади. З 20 вересня 1924 року — співробітник Федерального міністерства оборони. Після аншлюсу 15 березня 1938 року автоматично перейшов у вермахт, з 1 липня — співробітник 4-го відділу 5-го армійського командування. 31 жовтня вийшов у відставку. 1 квітня 1939 року переданий в розпорядження вермахту, проте не отримав жодного призначення.

## Звання
- Унтер-піонер (1 жовтня 1902)
- Титулярний єфрейтор (13 грудня 1902)
- Титулярний капрал (1 квітня 1903)
- Титулярний фельдфебель (1 жовтня 1903)
- Допоміжний інженер-будівельник ВМС (1 жовтня 1906)
- Тимчасовий інженер-будівельник ВМС (1 січня 1907)
- Інженер-будівельник ВМС 3-го класу (1 жовтня 1908)
- Інженер-будівельник ВМС 2-го класу (18 листопада 1908)
- Інженер-будівельник ВМС 1-го класу (1 листопада 1912)
- Обер-інженер ВМС 3-го класу (1 травня 1918)
- Обер-інженер 2-го класу (1 січня 1921)
- Обер-інженер ВМС 1-го класу (1 червня 1924)
- Титулярний військовий будівельний обер-радник (20 липня 1926)
- Генерал-будівельний радник (25 березня 1933)
- Генерал-інженер (1 січня 1936)
- Генерал-майор до розпорядження (1 квітня 1939)

## Нагороди
- Ювілейний хрест
- Золотий хрест «За цивільні заслуги» (Австро-Угорщина) з мечами
- Залізний хрест 2-го класу
- Пам'ятна військова медаль (Австрія) з мечами
- Золотий почесний знак «За заслуги перед Австрійською Республікою»
- Хрест «За вислугу років» (Австрія) 2-го класу для офіцерів (25 років)
- Почесний хрест ветерана війни з мечами